# Walter Schwarz (Glasgestalter)
Walter Schwarz (* 21. August 1931 in Lauscha) ist ein deutscher Kunstglasbläser, Glasgestalter und Glaskünstler.

## Leben und Werk
Schwarz absolvierte von 1946 bis 1949 in Lauscha bei Paul Knaberer und Elias Müller-Blech (1901–1975) eine Lehre als Kunstglasbläser. Von 1950 bis 1953 arbeitete er in seinem Beruf im VEB Jenaer Glaswerk Schott & Genossen und von 1954 bis 1958 bei Ernst Precht (1892–1969) in Lauscha. 1956 legte er die Meisterprüfung ab. Ab 1968 betätigte er sich als Gestalter von Gefäßen. Ab 1969 arbeitete er in Lauscha als selbständiger Kunsthandwerker und war er Mitglied des Verbands Bildender Künstler der DDR. Er erhielt den renommierten Titel Anerkannter Kunsthandwerker.
Schwarz schuf vor allem vor der Lampe freigeblasene Gefäße. Bis Ende der 1960er Jahre fertigte er, wie einige andere Lauschaer Glasbläser, auch Glastiere, die vor der Lampe geformt wurden, z. B. Elefant (1969, Vollglas).
Schwarz hatte im In- und Ausland eine große Zahl von Einzelausstellungen und Ausstellungsbeteiligungen, u. a. von 1972 bis 1983 an der VII. bis IX. Kunstausstellung der DDR in Dresden und 1974 und 1978 an der I. und II. Quadriennale des Kunsthandwerks sozialistischer Länder in Erfurt. 1976 erhielt er eine Goldmedaille der Internationalen Triennale für Glas und Schmuck in Jablonec nad Nisou. 1985 beteiligte er sich am Wettbewerb zum Zweiten Coburger Glaspreis für moderne Glasgestaltung, dem wichtigsten Wettbewerb für zeitgenössische Kunst aus Glas in Europa.

## Rezeption
„… dem traditionellen Lauschaer Glas wohl am meisten verpflichtet, gehört zu denen, die Erworbenes behüten, ausbauen, zur Reife bringen. … Er qualifizierte vor allem das Spießversetzen, um komplizierte Dekore zu lösen, ohne mit Einsätzen arbeiten zu müssen.“

## Museen und öffentliche Sammlungen mit Werken Schwarz‘ (unvollständig)
- Lauscha: Museum für Glaskunst Lauscha[5]
- Marburg: Museum für Kunst und Kulturgeschichte der Philipps-Universität Marburg[5]

## Vor der Lampe geblasene Gefäße (Auswahl)
- Zwei Vasen (1971/72; Höhe 15 bzw. 28 cm; auf der VII. Kunstausstellung der DDR)[6]
- Vase mit Fadendekor (1971/1972)[7]
- Zylindrische Vase mit aufgelegtem Anlauf (1977)[8]

- Gebauchte Fadenvase (1983; Höhe 14 cm, Ø 11 cm)[9]